# Еманація (філософія)
Емана́ція — у філософії концептуальний термін, що означає створення Універсуму (Всесвіту) шляхом витікання (появи) його з першопочатку, Єдиного Божества.
Еманація (лат. emanatio — витікання) — у вченні неоплатоніків «випромінювання» вищими формами буття нижчих.